# Amphisbetia bispinosa
Amphisbetia bispinosa is een hydroïdpoliep uit de familie Sertulariidae. De poliep komt uit het geslacht Amphisbetia. Amphisbetia bispinosa werd in 1843 voor het eerst wetenschappelijk beschreven door Gray. 